# Acantholiparis caecus
Acantholiparis caecus és una espècie de peix pertanyent a la família dels lipàrids.

## Descripció
- El mascle fa 3,9 cm de llargària màxima i la femella 5,7.[5][6]

## Hàbitat
És un peix marí i batipelàgic que viu entre 1.300 i 2.122 m de fondària.

## Distribució geogràfica
Es troba al Pacífic nord-oriental: davant les costes d'Oregon, encara que, probablement, també n'hi hagi al nord de Califòrnia, Washington i el sud de la Colúmbia Britànica.

## Observacions
És inofensiu per als humans.